# Hagen Kleinert
Hagen Kleinert (Festenberg, Njemačka, današnja Twardogóra, Poljska, 15. lipnja 1941.) profesor je teorijske fizike na Freie Universität Berlin, Njemačka (od 1968. godine), te je
počasni doktor znanosti na sveučilištu West University of Timişoara i na Kirgijsko-ruskom slavenskom sveučilištu u
Biškeku. Također je i počasni član Ruske istraživačke akademije. Za prinose fizici elementarnih čestica i čvrstog stanja, 2008. godine nagrađen je nagradom Max Born.
Za prinos objavljen u memorijalnom zborniku radova posvećenom proslavi 100. godišnjice rođenja Leva Davidovicha Landaua, nagrađen je Majorana nagradom s medaljom za 2008. godinu.

## Život
Nakon završenog temeljnog studija fizike na sveučilištu u Hanoveru i Georgia Institute of Technology, nastavlja doktorski studij na University of Boulder, Colorado iz područja opće teorije relativnosti kod Georga Gamowa, jednog od osnivača teorije velikog praska (engl. Big Bang teorije). Doktorirao je 1967. godine, a od 1969. godine radi na Freie Universität Berlin. Kao mladi profesor, Kleinert je 1972. godine bio u posjeti California Institute of Technology (Caltech), gdje je na njega snažan dojam ostavio čuveni američki fizičar Richard Feynman, s kojim je nakon toga započeo plodnu suradnju.

## Djelo
Kleinert je napisao više od 370 radova iz područja matematičke fizike te drugih polja fizike, uključujući fiziku elementarnih čestica, atomske jezgre, čvrstog stanja, tekućih kristala, biomembrana, mikroemulzija, polimera, kao i teorije financijskih tržišta. Napisao je nekoliko knjiga iz teorijske fizike. Njegova najznačajnija knjiga Integrali po putanjama u kvantnoj mehanici, statističkoj fizici, fizici polimera i financijskim tržištima (Path Integrals in Quantum Mechanics, Statistics, Polymer Physics, and Financial Markets) doživjelo je pet izdanja od 1990. godine, od kojih posljednja tri izdanja sadrže poglavlja o primjenama integrala po putanjama u financijskim tržištima. Ova knjiga dobila je nekoliko vrlo pozitivnih recenzija i pregleda u literaturi.

## Znanstveni uspjesi
Kleinert je pronašao rješenje za problem vodikovog atoma (računanje energetskih nivoa i stanja) u Feynmanovom formalizmu integrala po putanjama. Ovaj uspjeh značajno je proširio područje primjene Feynmanovog formalizma. Kleinert je kasnije nastavio suradnju s Feynmanom te je Feynmanov posljednji znanstveni rad objavljen upravo zajedno s Kleinertom.
Ovaj rad je kasnije doveo do matematičkog postupka za pretvaranje divergentnih redova u fizikalnim sustavima sa slabom interakcijom u konvergentne redove u sustavima s jakom interakcijom. Ova varijabilna teorija perturbacije omogućava računanje kritičnih eksponenata s najvećom točnošću do sada,
sukladno mjerenjima za fazne prijelaze druge vrste kod superfluidnog helija u eksperimentima na umjetnim Zemljinim satelitima.
U okviru kvantne teorije polja i teorije kvarkova, objasnio je porijeklo algebre Regge ostataka, koju su pretpostavili N. Cabibbo, L. Horwitz i Y. Ne'eman (za više detalja, pogledati str. 232 u bilješci).
Sa K. Makijem objasnio je strukturu ikosoedralne faze kvazikristala.
Za supravodiče je 1982. godine predvidio tri-kritičnu točku na faznom dijagramu između supravodiča tipa I i tipa II, kada se red prijelaza mijenja iz faznog prijelaza drugog reda u fazni prijelaz prvog reda. Ovo predviđanje je potvrđeno 2002. godine numeričkim Monte Carlo simulacijama na računalima.
Ovu teoriju, zasnovanu na teoriji polja u prisutnosti neuređenosti, Kleinert je razvio u svojim knjigama Gauge teorije kondenziranog stanja materije (Gauge Fields in Condensed Matter , vidjeti dolje u popisu knjiga). U ovom pristupu, statističke osobine fluktuirajućih vrtloga ili linijskih defekata u kristalu se opisuju kao elementarne pobude pomoću teorije polja, koristeći Feynmanove dijagrame.
Teorija polja u prisutnosti neuređenosti je dualna verzija teorije polja s parametrom uređenja (poretka), koju je razvio Lev Davidovich Landau za fazne prelaze.
Na ljetnoj školi "Erice" 1978. godine predložio je postojanje slomljene supersimetrije u atomskoj jezgri, što je u međuvremenu eksperimentalno potvrđeno.
Njegove teorije kolektivnih kvantnih polja i hadronizacije kvark teorija predstavljaju prototipe za različita numerička istraživanja u teoriji kondenziranog stanja materije, nuklearnoj fizici i fizici elementarnih čestica.
Kleinert je 1986. godine uveo pojam krutosti u teoriju struna, gdje se uobičajeno razmatra samo pojam zategnutosti strune. Na ovaj način, on je značajno unaprijedio razumijevanje i opis fizikalnih osobina struna. Kako je ruski fizičar Aleksander Markovič Poljakov u isto vrijeme predložio slično poopćenje, ono se danas zove Poljakov-Kleinert struna.
Zajedno s A. Červjakovim razvio je poopćenje teorije raspodjela u odnosu na standardni pristup iz teorije linearnih prostora, koje uvodi na jedinstven način proizvod raspodjela, odnosno strukturu semigrupa (dok su u standardnom matematičkom pristupu definirane samo linearne kombinacije). Ovo poopćenje je inspirirano fizikalnim zahtjevima iz teorije integrala po putanjama, koji moraju biti nepromjenjivi u odnosu na koordinatne transformacije. Ova osobina je neophodna za ekvivalenciju Feynmanovog formalizma integrala po putanjama i Schrödingerove kvantne teorije.
Kao alternativu teoriji struna, Kleinert je iskoristio kompletnu analogiju između neeuklidske geometrije i geometrije kristala s nečistoćama kako bi konstruirao model univerzuma pod nazivom Svjetski kristal ili Planck-Kleinert kristal koji, na udaljenostima bliskima Planckovoj skali, daje drugačiju fiziku nego teorija struna. U ovom modelu, materija stvara pobude (nečistoće, defekte) u prostor-vremenu koji generira zakrivljenost i sve druge posljedice opće teorije relativnosti. Ova teorija je inspirirala talijansku umjetnicu Lauru Pesce da napravi staklenu skulpturu pod nazivom Svjetski kristal (vidjeti također dolje lijevo na ovoj poveznici).
Kleinert je ugledni član međunarodnog doktorskog programa iz relativističke astrofizike IRAP, koji predstavlja dio međunarodone mreže institucija astrofizike ICRANet. Također je bio uključen u projekt European Science Foundation pod nazivom Kozmologija u laboratoriju.
Kleinertov 60. rođendan proslavljen je zbornikom radova i znanstvenim skupom sa 65 predavanja brojnih međunarodnih suradnika (kao što su npr. Yuval Ne'eman, Roman Jackiw, Harald Fritzsch, Remo Ruffini, Cécile DeWitt, Louis H. Kauffman, Jozef T. Devreese, Kazumi Maki,...).